# Liste der Biografien/Fik
Liste der Biografien |
Portal Biografien |
Personensuche
# |
A |
B |
C |
D |
E |
F |
G |
H |
I |
J |
K |
L |
M |
N |
O |
P |
Q |
R |
S |
T |
U |
V |
W |
X |
Y |
Z |
?
 
Fa |
Fe |
Ff |
Fh |
Fi |
Fj |
Fk |
Fl |
Fm |
Fn |
Fo |
Fr |
Ft |
Fu |
Fy
 
Fia |
Fib |
Fic |
Fid |
Fie |
Fif |
Fig |
Fih |
Fii |
Fij |
Fik |
Fil |
Fim |
Fin |
Fio |
Fip |
Fiq |
Fir |
Fis |
Fit |
Fiu |
Fiv |
Fix |
Fiz
Die Liste der Biografien führt alle Personen auf, die in der deutschsprachigen Wikipedia einen Artikel haben. Dieses ist eine Teilliste mit 32 Einträgen von Personen, deren Namen mit den Buchstaben „Fik“ beginnt.

## Fik

### Fika
- Fikáčková, Marie (1936–1961), tschechische Serienmörderin
- Fikadu, Belaynesh (* 1987), äthiopische Langstreckenläuferin
- Fikadu, Dawit (* 1995), bahrainischer Langstreckenläufer äthiopischer Herkunft
- Fikadu, Habtamu (* 1988), äthiopischer Langstreckenläufer
- Fikar, Ladislav (1920–1975), tschechischer Schriftsteller und Übersetzer
- Fikar, Václav (* 1967), tschechischer Beachvolleyballspieler

### Fike
- Fike, Dominic (* 1995), US-amerikanischer Sänger und RapperDominic Fike (* 1995)

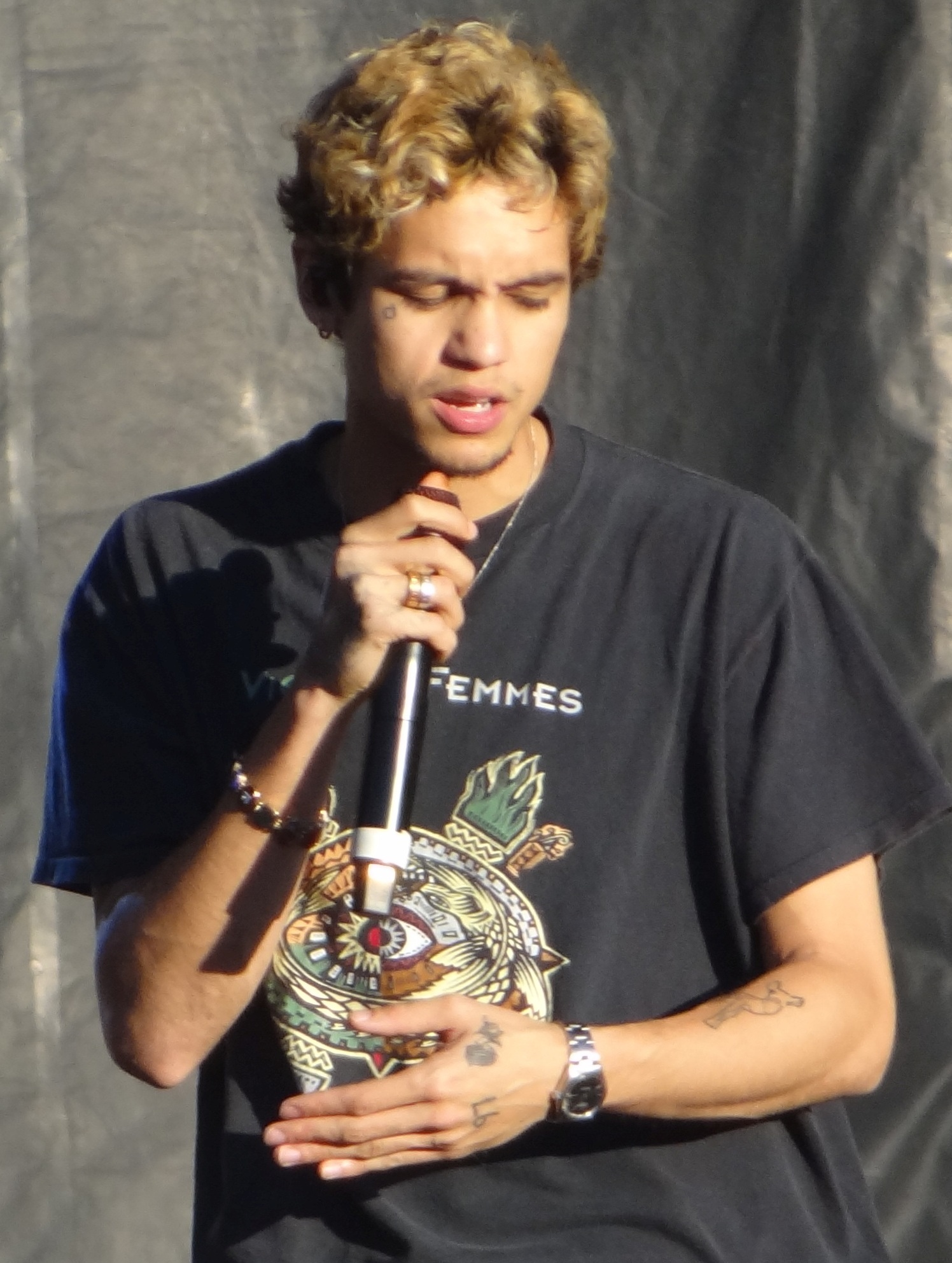
Dominic Fike (* 1995)

- Fike, Edward (1925–2018), US-amerikanischer Politiker
- Fikejz, Jaroslav (1927–2008), tschechoslowakischer Leichtathlet
- Fikenscher, Georg Wolfgang Augustin (1773–1813), deutscher Historiker
- Fikentscher, Alfred (1888–1979), deutscher Arzt, Sanitätsoffizier und Zweiter Sanitätschef der Kriegsmarine
- Fikentscher, Friedrich Christian (1799–1864), sächsischer Chemiker, Unternehmer und Landtagsabgeordneter
- Fikentscher, Friedrich Paul (1861–1924), deutscher Kaufmann, Unternehmer, Handelsrichter und Stadtverordneter in Zwickau
- Fikentscher, Hans (1896–1983), deutscher Chemiker
- Fikentscher, Jenny (1869–1959), deutsche Malerin und Grafikerin
- Fikentscher, Otto (1862–1945), deutscher Maler Radierer, Lithograf und Bildhauer
- Fikentscher, Otto Clemens (1831–1880), deutscher Maler, Zeichner und Illustrator
- Fikentscher, Richard (1903–1993), deutscher Frauenarzt, Geburtshelfer sowie Hochschullehrer
- Fikentscher, Rüdiger (* 1941), deutscher Politiker (SPD), MdV, MdL
- Fikentscher, Wolfgang (1928–2015), deutscher Jurist und Rechtsanthropologe
- Fikentscher, Wolfgang Caspar (1770–1837), deutscher Chemiefabrikant und Abgeordneter
- Fiker, Eduard (1902–1961), tschechischer Schriftsteller, Übersetzer und Szenarist
- Fiket, Rudolf (1915–1978), jugoslawischer Radrennfahrer

### Fiki
- Fiki (* 1995), bulgarischer Pop-Folk SängerFiki (* 1995)

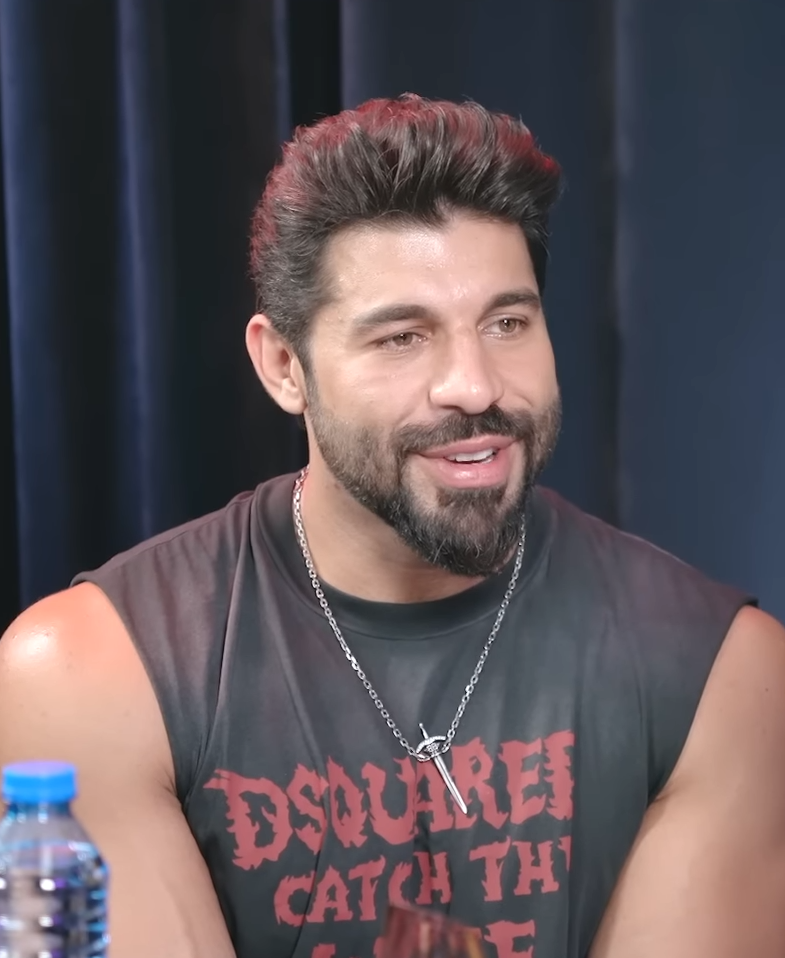
Fiki (* 1995)

- Fikiel, Jan (* 1983), deutscher Basketballspieler
- Fikiel, Katharina (* 1987), deutsche Basketballnationalspielerin
- Fikiel, Krzysztof (* 1958), polnischer Basketballspieler
- Fikini, Muhi ad-Din (1925–1994), libyscher Politiker, Premierminister von Libyen (1963–1964)

### Fikr
- Fikretow, Mechmed (* 1986), bulgarischer Gewichtheber
- Fikri, Ridhwan (* 1999), singapurischer Fußballspieler
- Fikrt, Michal (* 1982), tschechischer Eishockeytorwart

### Fiku
- Fikus, Monika (* 1957), deutsche Sportwissenschaftlerin und Hochschullehrerin